# アルメン・ワルダニャン
アルメン・ワルダニャン（ウクライナ語:Арме́н Фру́нзікович Варданя́н、ローマ字:Armen Vardanyan、1982年11月30日 - ）は、ウクライナのレスリング選手。2008年北京オリンピックレスリンググレコローマンスタイル66kg級の銅メダリストである。アルメニア系ウクライナ人。2000年以降ウクライナ代表として出場している。アルメニア共和国ギュムリ（レニナカン）出身。
2008年北京オリンピックでは準々決勝に進出したが、銀メダルを獲得したキルギスのカナトベク・バガリエフに敗退。しかし、敗者復活を勝ち上がり銅メダルを獲得した。

## 実績
- オリンピック
  - 2008年北京オリンピック　銅メダル
- 世界選手権
  - 2位　2003年
- ヨーロッパ選手権
  - 優勝　2004、2008年
  - 2位　2003年